# テローム説

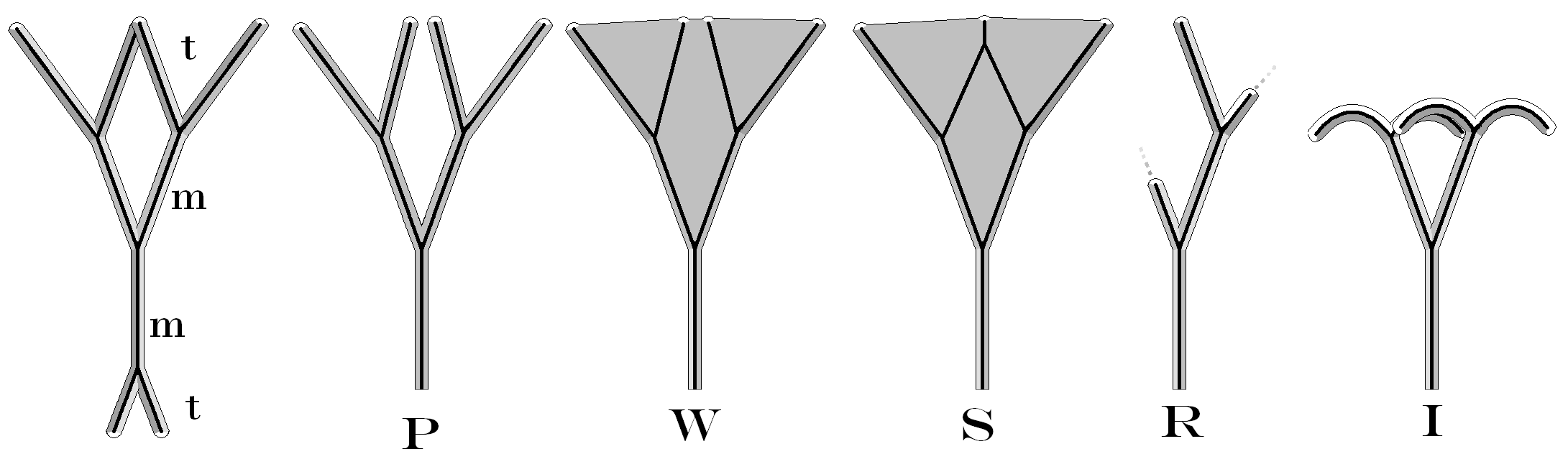
この説による、２叉分枝からの変形

テローム説（テロームせつ）は、維管束植物の形態の進化を説明するための説である。根・茎・葉などの構造を、すべてテロームという単純な枝のようなものから説明するものである。

## 概説
シダ植物や種子植物（裸子植物・被子植物）を含む維管束植物（以下、植物と略す）の基本的な構造は根・茎・葉と考えられる。
これらの構造の細部では、中心柱などにいくつかの違いがあるが、根・茎・葉からなることでは多くは一致する。これらが組み合わさった現在のような構造が、どのような形で作られたのかについては諸説が古くからあった。その中で、現在もほぼ定説の位置にあるのがこの説である。

## 歴史
この説以前の代表的な考え方としては、例えばゴーディショウはフィトン説(1841)を唱えた。これはゲーテの変態論に由来するとも言われる。ゲーテは茎と葉を同一の器官と考え、その先端が葉に、基部が茎になると考えたが、ゴーディショウはこの単位をフィトンと名付け、これが多数集合することで植物体が形成されるとした。
このような説は主として現生の植物の構造を比較する中から生まれたものである。他方、1917年から1920年にかけて、スコットランドのライニー地方から多数のデボン紀の陸上植物化石が発見され（ライニー植物群）、ごく初期の陸上植物についての知見が一気に増加した。その結果、初期の陸上植物にはリニアのように葉が全くなく、中心に維管束を持つ二又分枝をした枝だけからなるものがあることが分かった。このような形からすべての植物の構造を導こうとするのがテローム説である。テローム説はチンメルマン（同名の作曲家とは別人）によって1930年に発表された。

## 内容
ここで言うテロームとはチンメルマンによって名付けられたもので、二又に分かれた枝先のことである。その中心には一本の維管束が通っており、先端に成長点がある。または先端に胞子嚢がつくこともある。
彼はリニアや現生のマツバランのような外見をした植物が陸上植物の最も原始的な姿と見て、その体を構成する基本要素としてテロームを提唱した。そしてそれ以外の植物に見られるさまざまな構造がこれからの変形によって導かれると考えた。
その変形の過程は大きく五通りあるとされる。
1. 主軸形成：本来は平等な二つの枝に分かれていたものに、主軸と側枝の区別が生じること。往々にして側枝の先端は成長を止める。
2. 扁平化：分枝したものが、同一平面上に広がる形になる。
3. 癒合：隣り合った枝との間を埋める組織が発達することで互いに癒合する。彼はこれを水掻きにたとえている。
4. 退化縮小：上記のような変化を行った後、それらが退化して枝数が少なくなるような変化をする。
5. 湾曲：枝の先端が曲がって反転すること。これは特に先端に胞子嚢が着いている場合に重要である。

また、特に茎においては内部構造や中心柱の複雑化も考えねばならない。

## 具体例
根や茎はテロームに直接由来すると考えることはさほど難しくない。主軸の分化が起きれば、現在見られるような姿が導ける。
葉については、イチョウの葉を見るのが分かりやすい。イチョウの葉は、すべての葉脈が二又分枝からなっており、扁平化したテロームが互いに癒合したと考えるのはごく自然である。先端中央に裂け目を持つ例がよくあるのも、癒合が不十分な状態と見れば分かりやすい。ちなみに、化石種のイチョウ類ではよりばらばらに裂けた形の葉を持つ例が多く、癒合が進んでいないことをうかがわせる。より一般的な葉の場合、葉脈に主軸化が進んだものと考えればよいであろう。シダ類では葉の裏に胞子嚢がつく例が多いが、これは湾曲によるものと理解できる。
トクサ類の胞子葉の場合、盾状になった平面の内側に胞子嚢が配置するが、これは胞子嚢を先端に持ったテロームの枝先が下を向き、その上面が癒合したと見るか、シダ類の胞子葉から変形したと見るかは意見の分かれるところである。
コモチシダやセイロンベンケイソウなど、葉脈の末端から新芽を生ずる例も、本来はここに成長点があったことを彷彿とさせる。それ以上にシダ植物ではたとえばウラジロやカニクサなど、葉が無限成長する例があり、これらはいずれも原始的な群と考えられている。

## 修正
チンメルマンはヒカゲノカズラ植物門のいわゆる小葉類の葉についてもテローム説によって説明できると考えた。上記のような葉の形成の後に、葉脈の退化縮小によって作られたものと考えたのである。これに対して、イギリスのバワー(1935)は、小葉は茎の表面の突起に由来し、後にこれに維管束が侵入したものという「突起説」を唱え、現在ではこれが認められている。

## その他
マツバランは根も葉もなく、胞子嚢を載せる地上茎と、仮根をもつ地下茎のみでその体が構成されており、上記のように葉を形成する前の植物の姿を彷彿とさせる。ただし、胞子嚢は想定されるような枝の先端ではなく、途中の側面に形成される。ところが、古典園芸植物の松葉蘭の品種のひとつである「霊芝角」ではほとんどの胞子嚢が枝の先端に着く。
このため、これをそのような原始的な陸上植物の形を今に残した祖先的なものと考えたこともある。ただし、現在ではマツバランは大葉類でありハナヤスリ目に近縁なものと考えられており、その一見では原始的な体制は、実は二次的なものと考えられる。